# Lebediny (Sacha)
Lebediny (russisch Лебеди́ный; jakutisch Лебединай) ist eine Siedlung städtischen Typs in der Republik Sacha (Jakutien) in Russland mit 1058 Einwohnern (Stand 14. Oktober 2010).

## Geographie
Der Ort liegt etwa 460 km Luftlinie südsüdwestlich der Republikhauptstadt Jakutsk im Aldanhochland. Er befindet sich am Oberlauf des Flüsschens Bolschoi Kuranach (Großer Kuranach) im System des Aldan.
Lebediny gehört zum Rajon Aldanski und befindet sich 15 km südsüdöstlich von dessen Verwaltungszentrum Aldan. Die Siedlung gehört zur Stadtgemeinde (gorodskoje posselenije) Possjolok Leninski, deren Verwaltungssitz, die Siedlung städtischen Typs Leninski, etwa 9 km nördlich, flussabwärts ebenfalls am Bolschoi Kuranach liegt. Nach der Verwaltungsreform von 2004 hatte die Siedlung zunächst bis 2008 zum gemeindefreien Gebiet (meschselennaja territorija) des Rajons gehört.

## Geschichte
Der Ort wurde 1927 im Zusammenhang mit der Entdeckung und Erschließung von Goldvorkommen gegründet, benannt wie das gleichnamige, 1933 in Betrieb genommene Bergwerk (von russisch lebed für Schwan). Er wurde zunächst Ortsteil des etwa 4 km westlich gelegenen Orotschen, das 1932 den Status einer Siedlung städtischen Typs erhielt. Mit fortschreitendem Bergbau verlagerte sich das Siedlungszentrum zur heutigen Ortslage von Lebediny. 1969 wurde Orotschen (heute Orotschen Perwy, in Abgrenzung zum einige Kilometer nördlich gelegenen Orotschen Wtoroi) zum Dorf herabgestuft, dafür wurde Lebediny zur eigenständigen Siedlung städtischen Typs. Mit der Einstellung des Goldbergbaus in den 1990er-Jahren verließ über die Hälfte der Einwohner die Siedlung.

### Bevölkerungsentwicklung
| Jahr | Einwohner |
| ---- | --------- |
| 1959 | 3361      |
| 1970 | 3113      |
| 1979 | 2308      |
| 1989 | 2345      |
| 2002 | 1254      |
| 2010 | 1058      |

Anmerkung: Volkszählungsdaten (1959–1970 Orotschen mit Lebediny)

## Verkehr
Die Fernstraße A360 Lena von Newer nach Nischni Bestjach bei Jakutsk (bisher M56, Nummer noch bis 2017 alternativ in Gebrauch) führt etwa 4 km westlich von Lebediny vorbei.
Südwestlich der Siedlung befindet sich die Station Kossarewski (Streckenkilometer 279 ab Berkakit) der auf diesem Abschnitt in den 1990er-Jahren fertiggestellten Amur-Jakutischen Eisenbahnmagistrale (AJaM), die die Transsibirische Eisenbahn und die Baikal-Amur-Magistrale (BAM) mit der jakutischen Hauptstadt verbindet.